# Kenneth Høie
Kenneth Høie (ur. 11 września 1979 w Haugesundzie) – norweski piłkarz grający na pozycji bramkarza, zawodnik FC Sampierdarenese.

## Życiorys

### Kariera klubowa
Høie profesjonalną karierę rozpoczął w klubie FK Haugesund. Przez wiele lat reprezentował barwy klubów z rodzinnego kraju, grywając w pierwszej i drugiej lidze. Był graczem takich zespołów jak Bryne FK, Sogndal Fotball, IK Start i FK Bodø/Glimt. Po degradacji do drugiej ligi w 2011 roku klubu IK Start, w którym wówczas występował, wyjechał do Szwecji. Przez pół roku reprezentował barwy IF Elfsborg, a następnie trafił do Djurgårdens IF.
4 kwietnia 2018 podpisał kontrakt z FC Sampierdarenese.

### Kariera reprezentacyjna
W reprezentacji Norwegii zadebiutował 18 stycznia 2014 w towarzyskim meczu przeciwko Polsce. Na boisku przebywał przez całą pierwszą połowę.

## Statystyki

### Reprezentacyjne
| Mecze i gole w reprezentacji | Mecze i gole w reprezentacji | Mecze i gole w reprezentacji | Mecze i gole w reprezentacji | Mecze i gole w reprezentacji | Mecze i gole w reprezentacji | Mecze i gole w reprezentacji |
| #                            | Data                         | Stadion                      | Rywal                        | Wynik                        | Gol                          | Rozgrywki                    |
| 2014                         | 2014                         | 2014                         | 2014                         | 2014                         | 2014                         | 2014                         |
| ---------------------------- | ---------------------------- | ---------------------------- | ---------------------------- | ---------------------------- | ---------------------------- | ---------------------------- |
| 1.                           | 18.01.2014                   | Abu Zabi, ZEA                | Polska                       | 0:3                          | 0                            | towarzyski                   |

## Sukcesy

### Klubowe
IF Elfsborg
- Mistrzostwo Szwecji: 2012